# Bétique
Pour les articles homonymes, voir Baetica.
La province romaine de Bétique, en latin Hispania Baetica, est créée sous le règne d'Auguste par démembrement de la province d'Hispanie ultérieure. 
La Bétique couvre le sud de l'actuelle Espagne et correspond à peu près à l’actuelle Andalousie. Elle tire son nom du nom latin du fleuve Guadalquivir, Baetis.

## La Bétique dans l'Empire romain

### Organisation administrative
C’est une province sénatoriale, administrée par un ancien préteur (propréteur), dont la capitale est Cordoue (Corduba).
Elle est divisée entre quatre juridictions : 
- Corduba (Cordoue), berceau des Annaei, famille des Sénèques et de Lucain,
- Gadès (Cadix), ancien port Carthaginois et cité de droit romain depuis Jules César, patrie de Columelle,
- Hispalis (Séville),
- Astigi (Écija).

### Caractéristiques
Selon l'Encyclopédie de Diderot et d'Alembert, le géographe Strabon affirme que cette province était peuplée par les Turdetani et les Turdules, sans préciser quelles étaient leurs différences.

Populations et langues de la péninsule ibérique vers 300 av. J.-C.
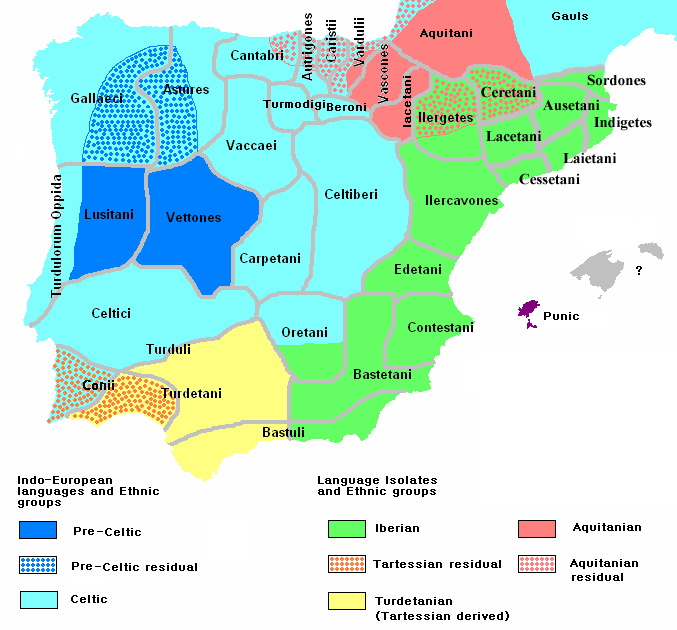
Ethnographie vers -200
Péninsule ibérique vers -100
Implantation romaine
Méditerranée vers -218

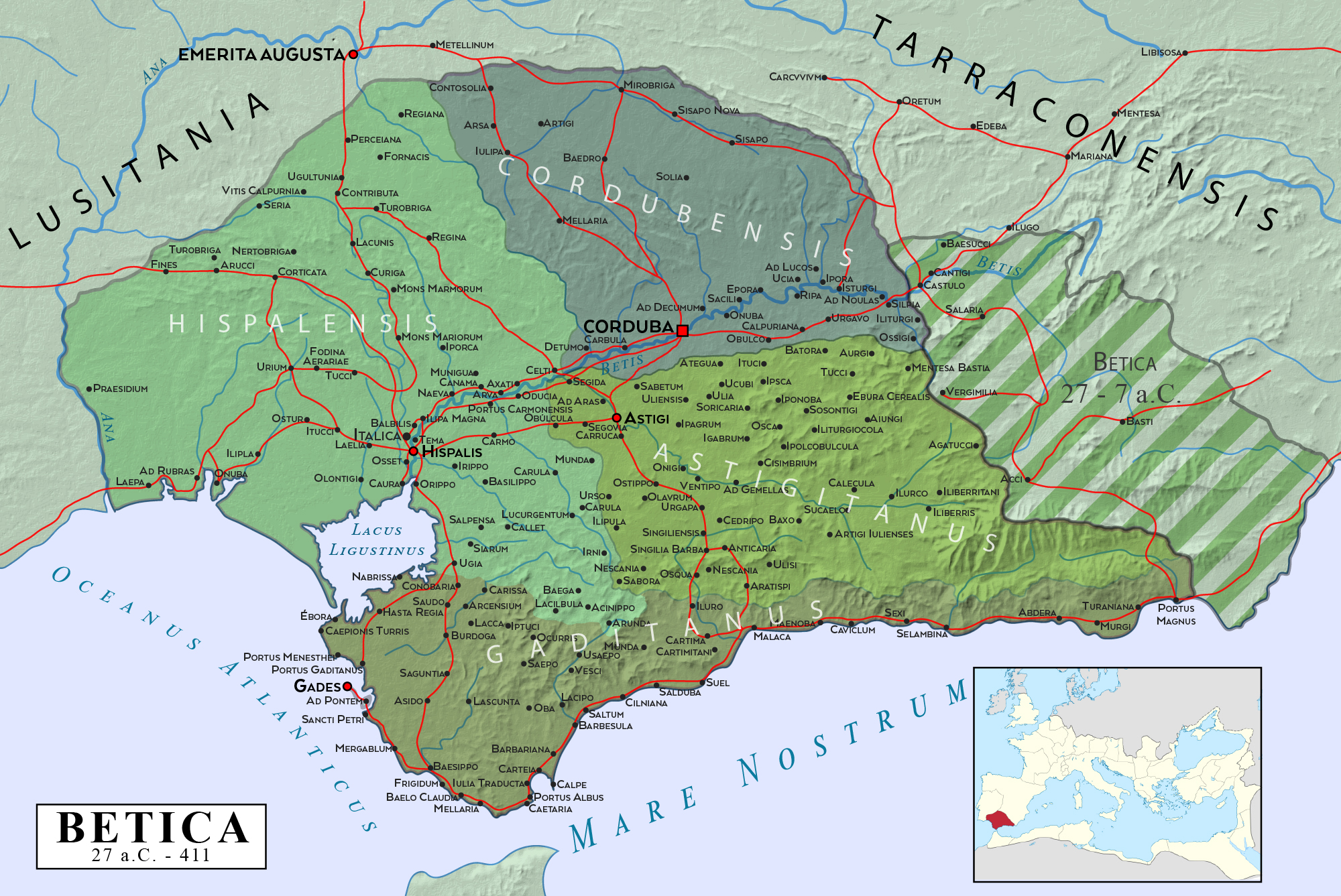
Bétique romaine.

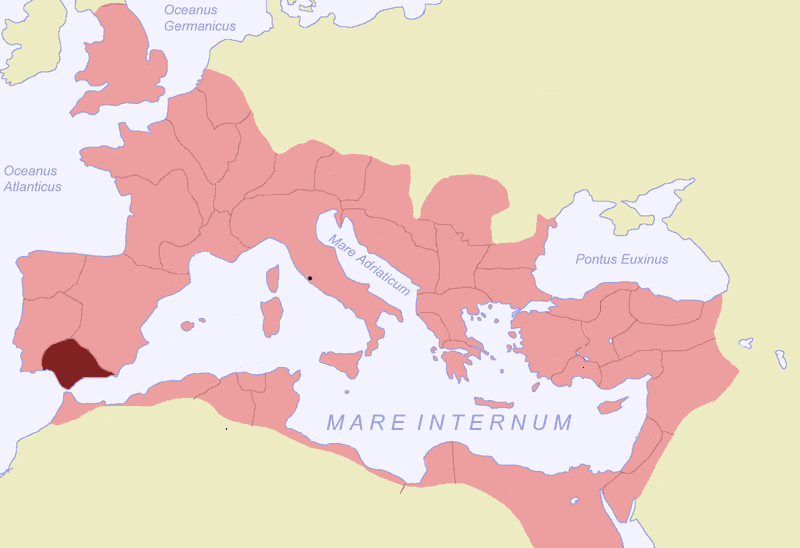
La Bétique dans l'Empire romain, vers 120.

C'est une province prospère, grâce à son agriculture, à la facilité de navigation sur le Baetis et surtout à ses ports facilement aménageables. Elle dispose aussi des mines de plomb et d'argent de la sierra Morena et du Rio Tinto. 
Elle exporte du blé, du vin, des salaisons, du garum, de l'huile d’olive réputée, emballée dans les célèbres amphores espagnoles.
La présence romaine y est ancienne et la romanisation se manifeste dans ses nombreuses villes (175 du temps de Pline, dont neuf colonies de droit romain) dont la plupart existent encore aujourd'hui.
Outre les villes de juridiction, on trouve notamment :
- la colonie d'Italica (Santiponce), d’où sont originaires les empereurs Trajan et Hadrien,
- les colonies d'Urso et de Tucci,
- Bilbilis, patrie de Martial.

### Évolution
En 69, l'empereur Othon agrège la province de Maurétanie tingitane (nord de l'actuel Maroc) à la province de Bétique.
Un peu plus tard, Vespasien accorde le droit latin à tous les municipes d’Espagne et crée une assemblée provinciale de la Bétique qui se réunit une fois par an pour célébrer le culte impérial et discuter l’administration de la province.
La Bétique reste dans l'ensemble en marge de troubles politiques et des menaces barbares qui touchent l’Empire romain à partir de 161, sauf vers 180, lorsque des Maures révoltés traversent le détroit de Gibraltar et ravagent la province, dépourvue de troupes en tant que province sénatoriale. Le légat Aufidius Victorinus rétablit la situation.

## La période des invasions

### Les invasions duVesiècle
En 408, l'invasion des Vandales, des Suèves et des Alains bouleverse l’Hispanie.
La péninsule est partagée par tirage au sort : la Bétique échoit aux Vandales Silings. Ces derniers en sont chassés en 417 par les Wisigoths, qui ont le statut de fédérés au service de l’Empire (royaume de Toulouse). Les survivants se rallient aux Vandales Hasdings de Galice.
En 419, les Vandales et les Alains reviennent de Galice en Bétique, sans rencontrer de résistance
En 425, les Vandales construisent une flotte et attaquent les îles Baléares, puis en 428, s’emparent de Séville et du port de Carthagène
En 429, les Vandales et les Alains conduits par leur roi Genséric traversent le détroit de Gibraltar pour se répandre en Afrique du Nord. Le vide ainsi créé est occupé temporairement par les Suèves, puis par les Wisigoths, qui, chassés de Gaule par les Francs, fondent un royaume ibérique dont la capitale est Tolède.

### L'épisode byzantin (554-624)

Perte des territoires byzantins en Hispanie au cours du VI.

En 554, le soutien apporté par les Byzantins de l'Empire romain d'Orient lors d’une querelle de succession entre prétendants wisigoths permet à Justinien de reprendre le contrôle de la Bétique. 
Ce retour au sein de l’Empire romain est de courte durée. Les successeurs de Justinien Ier n’ont pas les moyens de se maintenir : le roi wisigoth Sisebuth récupère une partie de la Bétique en 614-615, et Swinthila met fin à cette présence romaine en 624.

### La conquête musulmane (710)
Elle marque la fin des structures romaines en Hispanie. Cordoue devient cependant la ville principale de l'Espagne musulmane, d'abord dans le cadre de l'émirat de Cordoue, puis du califat à partir de 929.